# 알파 로메오 SZ
알파 로메오 SZ(Alfa Romeo SZ) 또는 ES-30은 Centro Stile Zagato, Centro Stile Alfa Romeo 및 Centro Stile Fiat의 파트너십으로 1989년에서 1991년 사이에 제작된 고성능 한정 생산 스포츠카이다. 1989년 제네바 모터쇼에서 Zagato의 프로토타입으로 ES-30으로 공개되었지만 기계적으로 설계된 것이 아니라 주로 자가토가 제작했다.

## 개요

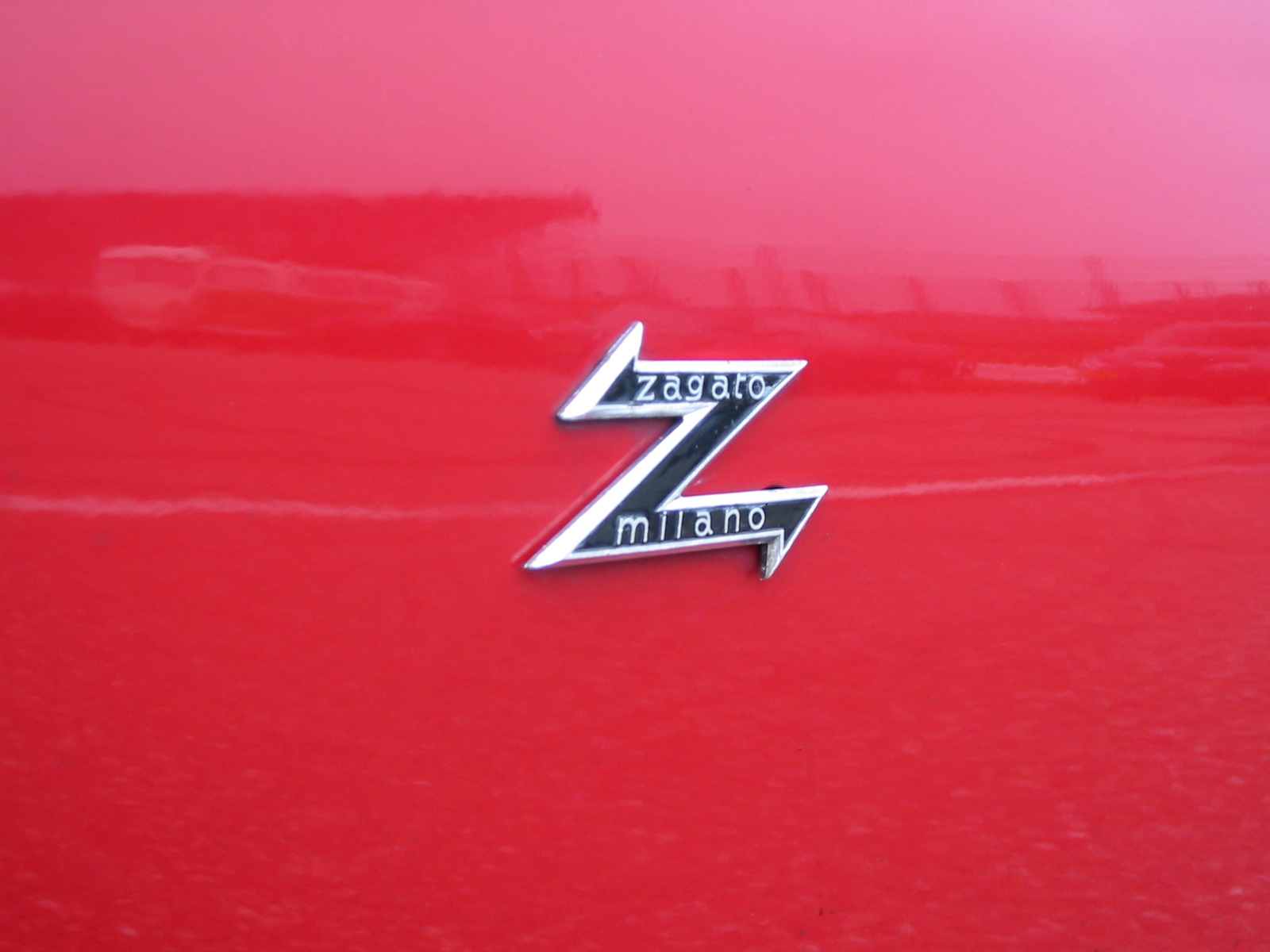
SZ의 Zagato 배지

SZ는 1986년 피아트가 인수한 알파 로메오의 스포츠 유산을 되살리기 위한 시도로 계획되었으며 1950년대 후반과 1960년대 초반 알파 로메오 줄리에타 스프린트 자가토를 리콜하기 위해 개발되었다. SZ에 대한 일반적인 오해는 자가토가 설계한 차량이지만 자체 설계한 차량이라는 것이다. Centro Stile Fiat의 Robert Opron은 초기 스케치를 담당했으며 Antonio Castellana는 최종 스타일링 세부 사항과 인테리어를 주로 담당했다. 자가토의 시그니처인 이중 버블 루프가 없는 디자인에는 자가토의 'Z' 로고만 남았다. 차는 양쪽에 3개씩 배치된 특이한 헥사 헤드라이트를 가지고 있었다. 이 스타일은 2000년대 이후의 알파 로메오 모델에서 더 미묘하게 사용되었다. 자동차의 특이한 디자인은 초기 CAD/CAM의 사용 또는 알파 로메오의 컴퓨터 지원 설계 및 제조에 기인할 수 있다.
기계 및 엔진 면에서 이 차는 알파 로메오 75를 기반으로 했으며 Arese의 알파 로메오 공장 근처 Terrazzano di Rho에서 Zagato가 생산을 수행하였다. 열가소성 사출 성형 복합 차체 패널은 이탈리아 회사 Carplast와 프랑스 회사 Stratime Cappelo Systems에서 생산했다.
서스펜션은 Alfa 75 그룹 A/IMSA 자동차에서 가져왔으며Lancia 및 Fiat 랠리 작업 팀의 엔지니어이자 팀 관리자인 Giorgio Pianta가 수정했다. 유압식 댐퍼 시스템은 Koni에서 만들었다. SZ에는 원래 Pirelli P Zero 타이어(전방 205/55 ZR 16, 후방 225/50 ZR 16)가 장착되어 있다. 차는 운전자에게 도전적인 경험을 제공하기 위해 운전자의 도움 없이 왔다.

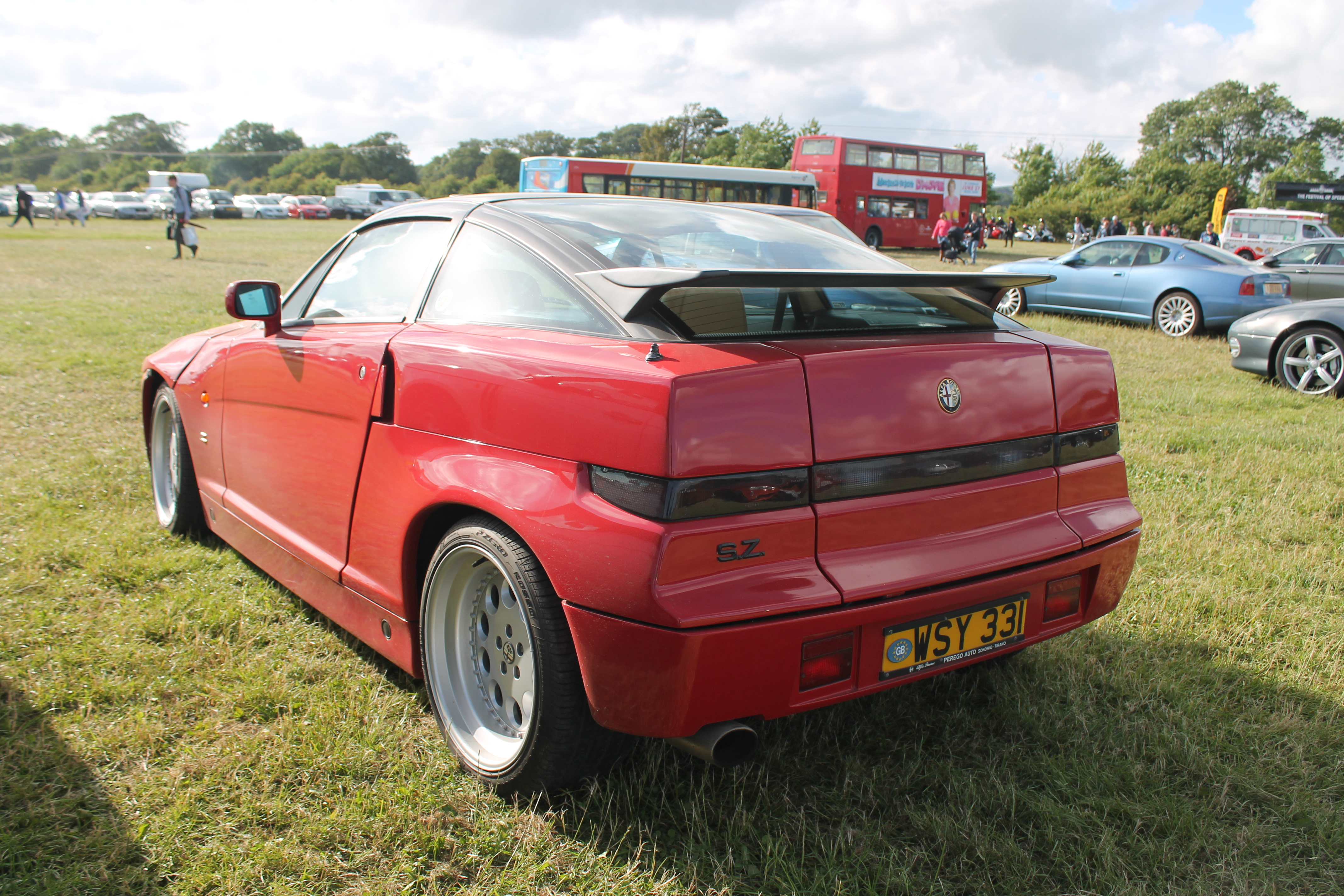
후방
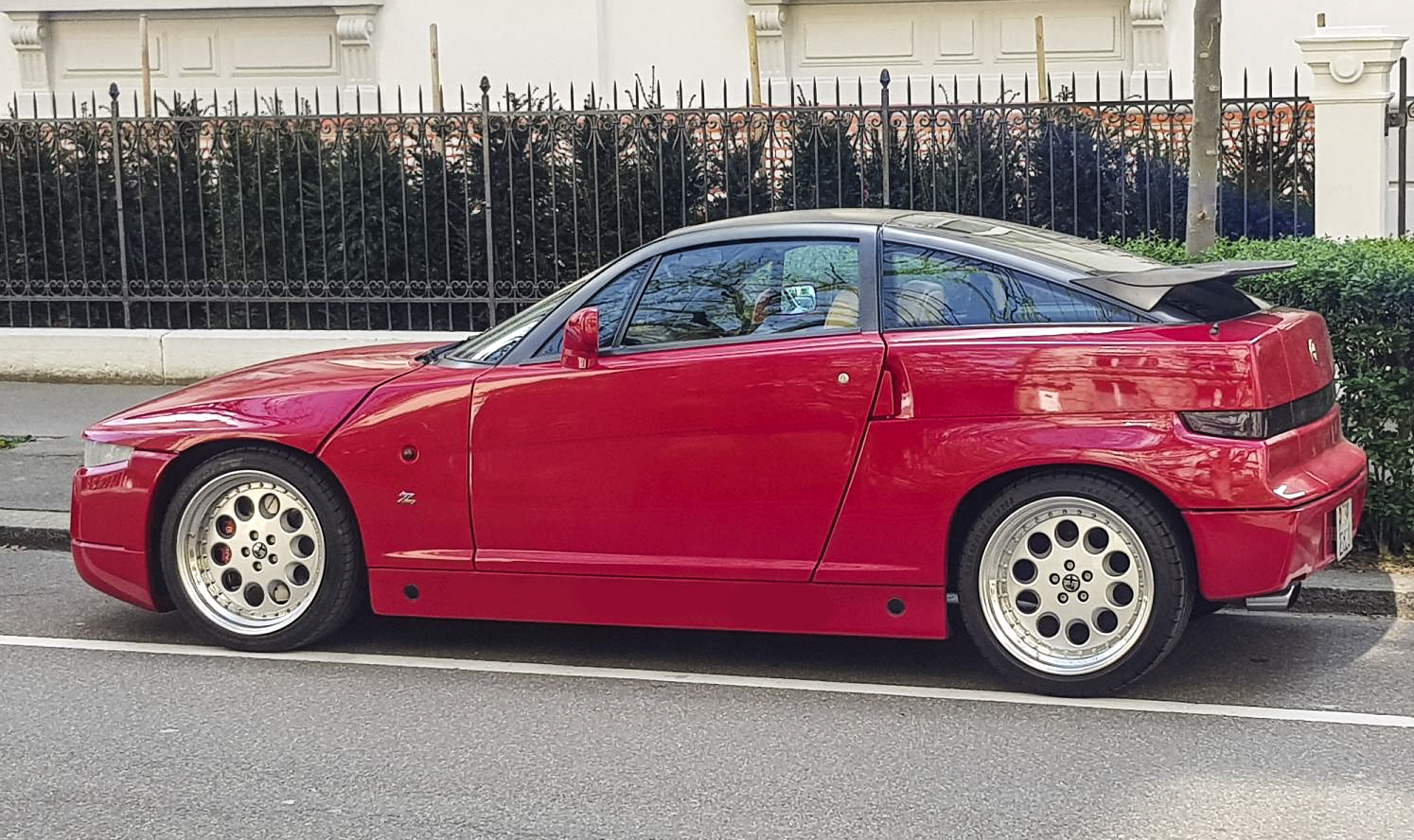
사이드

### RZ
2인승 하드 루프 버전에는 1992년부터 1994년 12월까지 생산된 컨버터블 버전인 RZ(Roadster Zagato용)도 있었다. 보기에는 거의 동일하지만 두 차는 전면 날개와 부트를 제외하고 완전히 다른 차체 패널을 가지고 있었다. RZ는 더 나은 지상고를 제공하기 위해 범퍼와 도어 실을 수정했으며 보닛에는 더 이상 공격적인 능선이 없었다. 검정, 노랑, 빨강의 3가지 색상이 기본으로 제공되었으며 검정과 노랑이 더 인기 있는 선택이었다. 노란색과 빨간색 자동차에는 검은색 가죽 인테리어가 있고 검은색 자동차에는 버건디가 있다. 내부 레이아웃은 SZ와 거의 변경되지 않았지만 RZ에는 컨버터블 루프 수납 공간을 숨기기 위해 시트 사이를 쓸어올리는 도색된 중앙 콘솔이 있다. 350대가 계획되었지만 알파 로메오를 위한 자동차를 생산하는 자가토 공장이 관리에 들어가면서 252대 이후 생산이 중단되었고, 이후 32대가 더 수신기의 통제 하에 완성되어 284대로 생산이 완료되었다. 그 중 3개의 RZ는 버건디 내부에 은색으로 도색되었고 마지막 RZ는 진주빛 흰색으로 도색되었다.

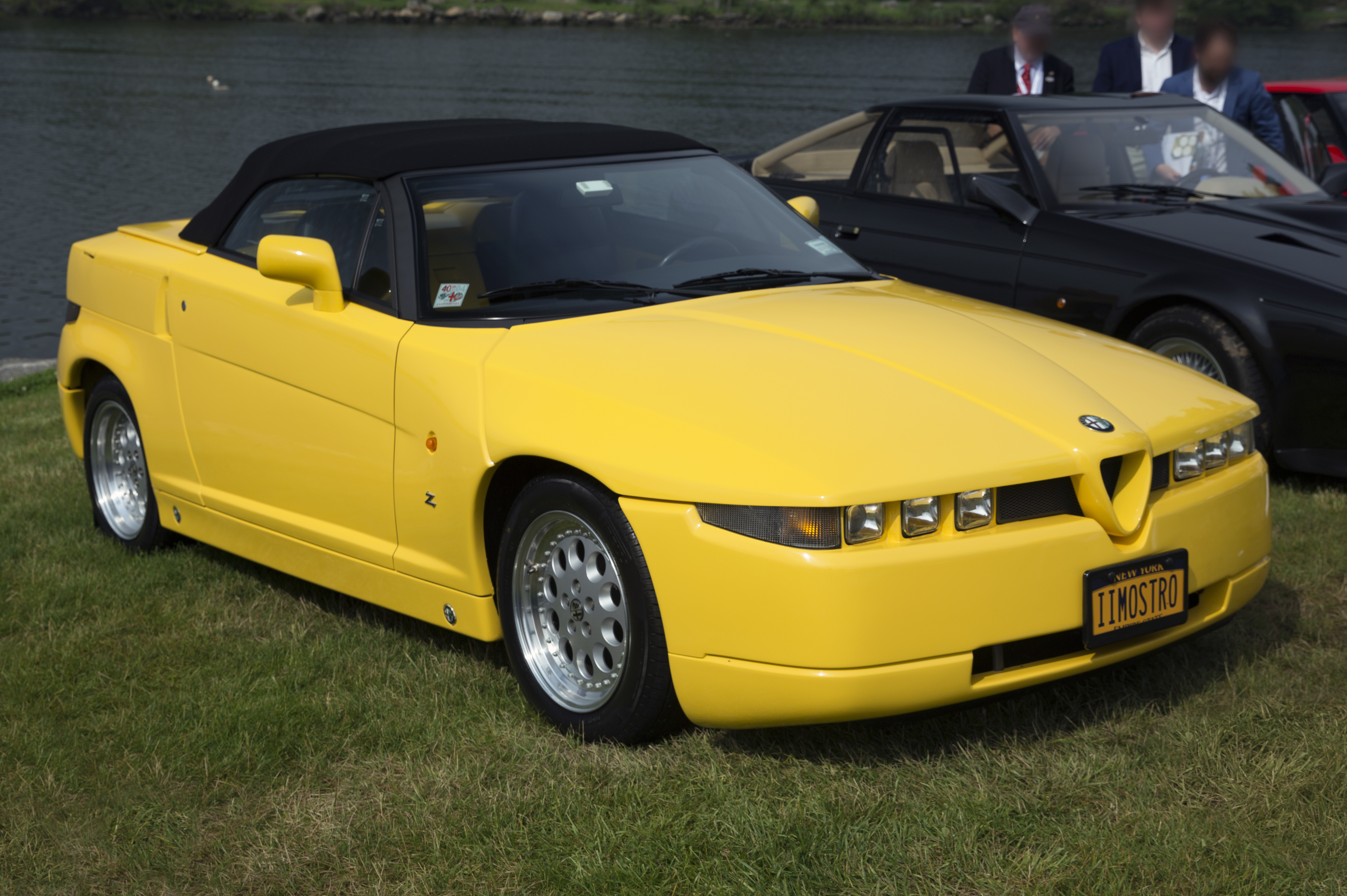
알파 로메오 RZ
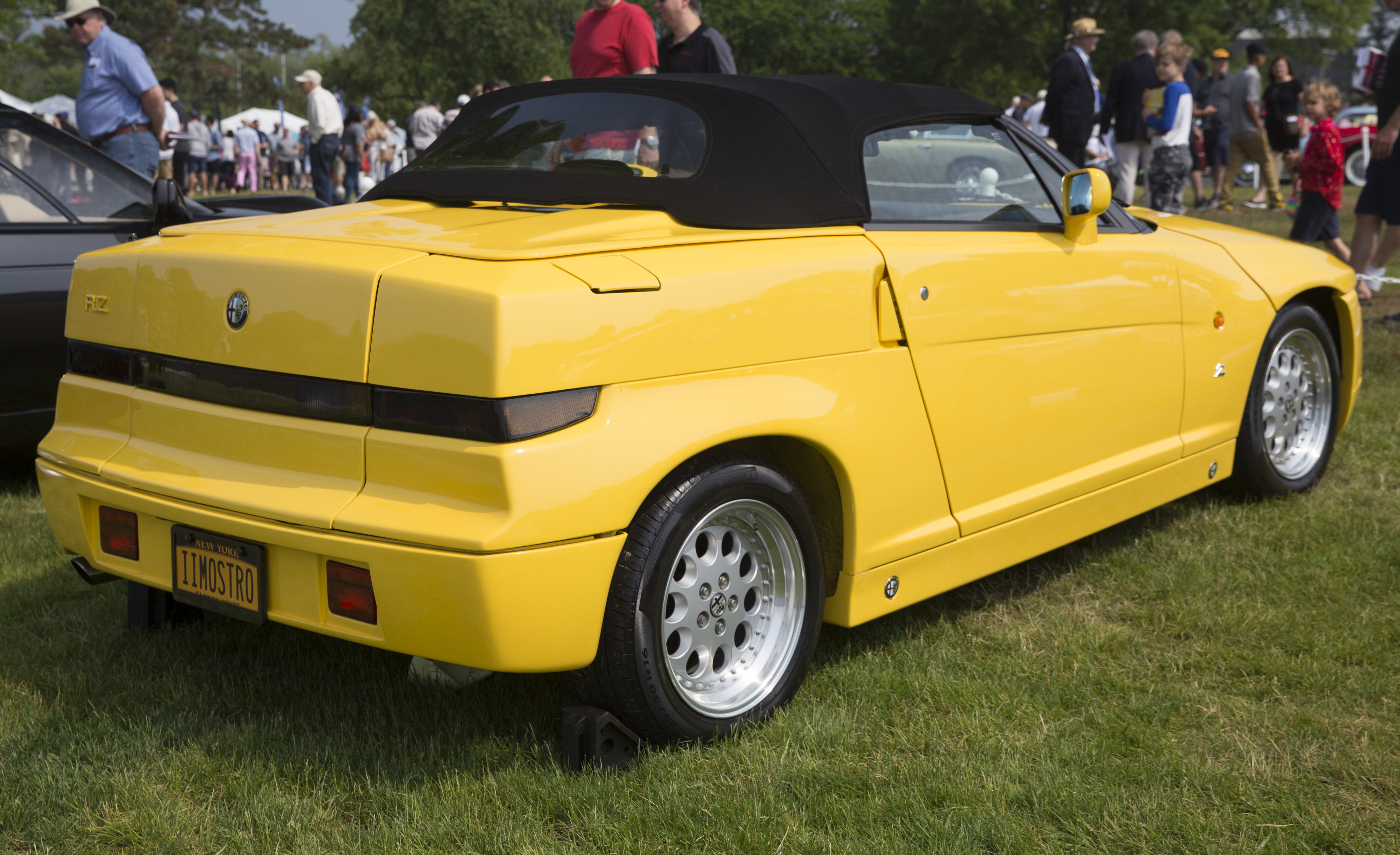
RZ의 후방
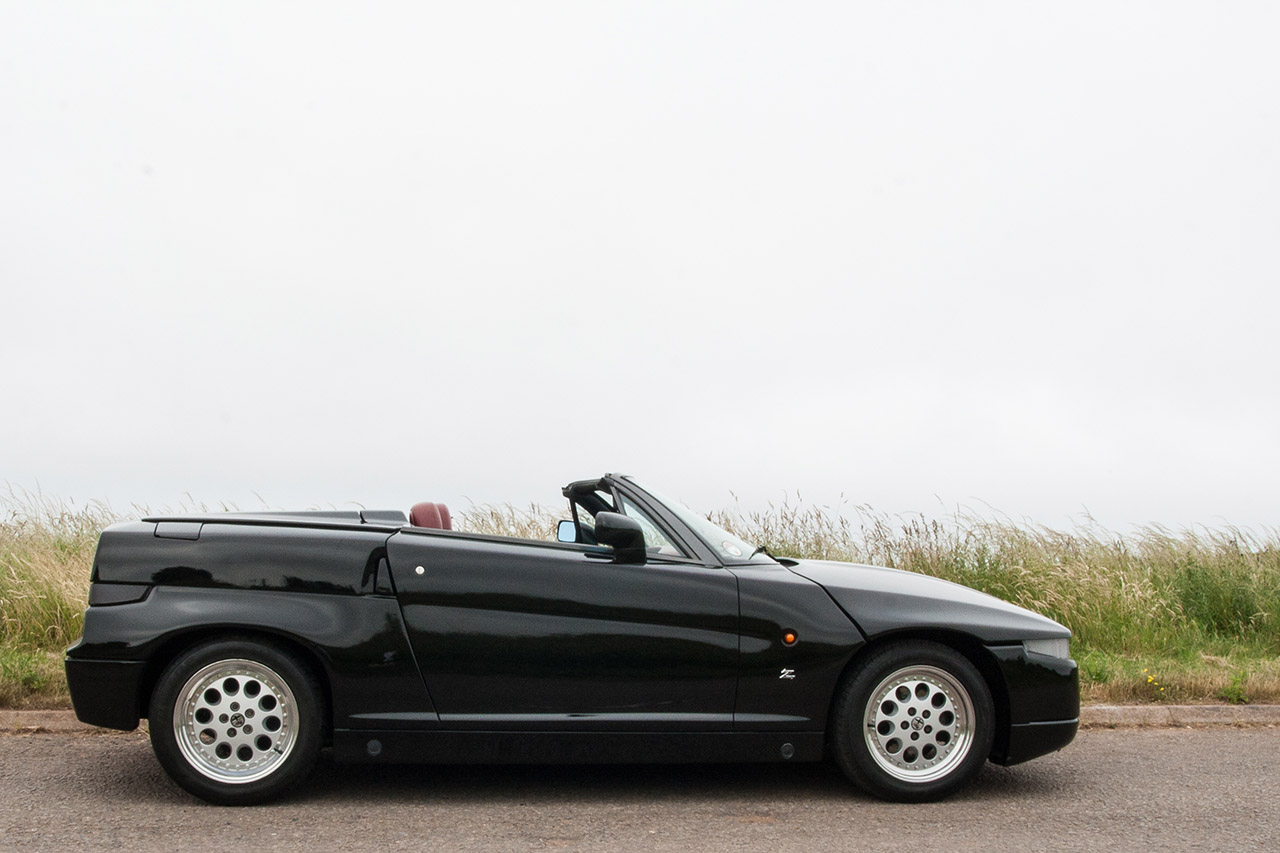
사이드

|                     | SZ                 | RZ                 |
| 최고 속도           | 245 km/h (152 mph) | 230 km/h (143 mph) |
| 0–100 km/h (62 mph) | 7.0초              | 7.5초              |
| 0-1000 m            | 27.4초             | 30.1초             |
| 전력 대 중량비      | 6 kg/PS            | 6.6 kg/PS          |

## 형질
- 동력 장치: 실린더당 2,959 cc (3.0 L; 180.6 cu in) 자연 흡기 V6 SOHC 2 밸브, 보쉬 모트로닉 ML 4.1 연료 분사로 공급, 6,200rpm 및 245 N·m (181 lbf·ft)에서 정격 210 PS (207 hp; 154 kW) 181lbf·ft) 4,500rpm에서 토크. 엔진 코드: AR 61501[8]
- SZ: 단 하나의 공식 색상 구성표만 사용 가능: 회색 지붕이 있는 빨간색, 황갈색 가죽 인테리어
- One SZ는 Andrea Zagato를 위해 검은색 외장 색상으로 제작되었다.
- RZ: 레드와 블랙 가죽, 옐로우와 블랙 가죽, 블랙과 레드 가죽 인테리어의 세 가지 공식 색상 구성표만 제공되었다.
- 생산 종료 시 3대의 RZ가 은색으로, 1대가 진주광택 흰색으로 제작되었다.
- 1,036대의 SZ가 생산되었고 (1,000대 생산), 약 100대 정도가 일본에 수출되었다.[3]
- 278대 RZ 생산 (예정 생산은 350대)[5]